# Crețoaia, Anenii Noi
Crețoaia este o localitate din componența comunei Țînțăreni din raionul Anenii Noi, Republica Moldova.

## Demografie
Structură etnică
     moldoveni (40,39%)
     ucraineni (49,56%)
     ruși (5,24%)
     găgăuzi (0,44%)
     bulgari (0,22%)
     români (3,49%)
     evrei (0%)
     polonezi (0,44%)
     țigani (0%)
     alte etnii / nedeclarată (0,22%)
Conform datelor recensământului din 2004, populația localității este de 458 locuitori, dintre care 220 (48,03%) bărbați și 238 (51,97%) femei. Structura etnică a populației în cadrul localității arată astfel:
- moldoveni — 185;
- ucraineni — 227;
- ruși — 24;
- găgăuzi — 2;
- bulgari — 1;
- români — 16;
- polonezi — 2;
- altele / nedeclarată — 1.